# Klosterhardt
Klosterhardt ist ein Stadtteil im Norden des Oberhausener Stadtbezirks Osterfeld und zählte im Dezember 2023 5.701 Einwohner. In Klosterhardt liegt die 1758 errichtete „Wiege der Ruhrindustrie“, die St.-Antony-Hütte.

## Geschichte
Die Errichtung der St.-Antony-Hütte war nicht siedlungsbildend. Das Gebiet um Klosterhardt war und blieb bis zum Beginn des 20. Jahrhunderts dünn besiedelt. Der karge Boden lieferte noch weniger Erträge als die Felder in der Umgebung, weil an vielen Stellen schwere braune Steine den Bauern beim Pflügen zusätzliche Arbeit bereiteten. Sie mussten die Brocken mühsam ausgraben und an den Feldrändern aufschichten. Der Lehrer Heidbrinck schreibt im Jahr 1890 über den Schulbezirk Klosterhardt:
„Bis zum Jahre 1840 war Klosterhardt nur von wenigen Familien bewohnt, es waren folgende: Haus Nr. 31 Wischermann gt. Bockemöller, Nr. 32 Beamtenwohnung der Antoniehütte, Nr. 33 Mußfeld, Nr. 34 Vogelpoth, Nr. 35 Hartmann, jetzt Baumeister. Der Hartmannkotten steht noch heute und gilt als der älteste Haus in Klosterhardt. Die Bewohner der Klosterhardt sind fast sämtlich Fabrikarbeiter oder Bergleute. Lehmberg, Mussfeld und Baumeister betreiben vorzugsweise Ackerbau.“
Die Gutehoffnungshütte erwarb 1905 Flächen vom Grafen Westerholt-Gysenberg in Klosterhardt, Bottrop und Sterkrade, um anschließend von 1912 bis 1913 die Zeche Jacobi, welche 1974 die Förderung einstellte, anzulegen. Bis dahin wurde das Areal nur forstwirtschaftlich und zu einem geringen Teil auch landwirtschaftlich genutzt. In den Jahren 1912–1928 wurde in Klosterhardt die erste große Siedlung im Bereich Haniel-, Hugo-, Huyssen- und Jacobistraße gebaut. Es ist die Jacobisiedlung, die Wohnraum für die Bergleute und deren Familien der gleichnamigen Zeche bot.
Der Nordteil der Klosterhardt wird seit der Errichtung der „Tackenbergsiedlung“ ab 1950 als eigener Stadtteil aufgeführt und als Tackenberg-Ost bezeichnet, statistisch jedoch weiterhin als Klosterhardt-Nord.

## Statistik
Am 31. Dezember 2022 lebten 5.696 Einwohner auf der Klosterhardt.
Struktur der Bevölkerung:
- Minderjährigenquote (unter 18-Jährige): 14,9 % (Oberhausener Durchschnitt: 16,9 %)
- Altenquote (über 65-Jährige): 23,8 % (Oberhausener Durchschnitt: 22,2 %)
- Ausländeranteil: 11,8 % (Oberhausener Durchschnitt: 18,2 %)
- Anteil Bevölkerung mit Migrationshintergrund insgesamt: 25,1 % (Oberhausener Durchschnitt: 33,4 %)
- Arbeitslosenquote: 5,9 % (Oberhausener Durchschnitt: 8,5 %)
- SGB-II-Quote: 10,1 % (Oberhausener Durchschnitt: 17,1 %)
- Wohnungsleerstandsquote: 1,6 % (Oberhausener Durchschnitt: 2,3 %)

## Infrastruktur
Klosterhardt ist in erster Linie Wohngebiet. Einkaufsmöglichkeiten gibt es an der Teutoburger Straße. Der Volksgolfplatz Jacobi (auf dem Gelände der ehemaligen Zeche) sowie zahlreiche Rad- und Wanderwege durch den Stadtteil bieten Raum für diverse Freizeitmöglichkeiten.
Mit den Buslinien SB 92, SB 93, 263, 953 und 961 des Verkehrsverbundes Rhein-Ruhr ist Klosterhardt an das Nahverkehrsnetz angeschlossen.
| Linie | Verlauf | Takt (Mo–Fr) | Betreiber |
| ----- | --- | ------------ | --------- |
| SB92  | KönigshardtFalkestr. – Tackenberg – Klosterhardt – Rothebusch – Osterfeld Mitte – OLGA-Park – Neue Mitte Oberhausen – Oberhausen Hbf – Styrum – Alstaden – Fröbelplatz Linie verkehrt zwischen OLGA-Park und Oberhausen Hbf über die ÖPNV-Trasse Oberhausen                     | 20 min       | STOAG     |
| SB93  | Tackenberg – Klosterhardt – Rothebusch – Osterfeld Mitte – OLGA-Park – Neue Mitte Oberhausen – Bismarckstraße – Oberhausen Hbf – Bero-Zentrum Süd – DU-Obermeiderich Bf – Alstaden Fröbelplatz Linie verkehrt zwischen OLGA-Park und Lipperfeld über die ÖPNV-Trasse Oberhausen | 20 min       | STOAG     |
| 263   | OB-Sterkrade Bf – Klosterhardt – Rothebusch Nord – Fuhlenbrock Geibelstr. – Bottrop ZOB Berliner Platz – Batenbrock Prosperstr. – Bottrop-Welheim – Essen-Karnap, Boyer Straße                                                                                                  | 20 min       | Vestische |
| 953   | Bottrop-Fuhlenbrock Spechtstr. – Klosterhardt – Rothebusch – Osterfeld Mitte – OLGA-Park – Neue Mitte Oberhausen – Knappenmarkt – Bermensfeld – Dümpten – Schlad Wehrstr. Linie verkehrt zwischen OLGA-Park und Lipperfeld über die ÖPNV-Trasse Oberhausen                      | 60 min       | STOAG     |
| 961   | Bottrop-FuhlenbrockSpechtstraße – Klosterhardt – St.-Antony-Hütte – Osterfeld Mitte – Aquapark – Neue Mitte Oberhausen – Mercure-Hotel – Bero-Zentrum – Oberhausen Hbf – Dümpterkamp – Schlad Wehrstr.                                                                          | 60 min       | STOAG     |